# Flavifronthosia flavifrontella
Flavifronthosia flavifrontella is een vlinder uit de familie van de spinneruilen (Erebidae). De wetenschappelijke naam van deze soort is voor het eerst voorgesteld als Phryganopsis flavifrontella door Embrik Strand in een publicatie uit 1912.
Deze soort komt voor in Nigeria, Equatoriaal-Guinea en Oeganda.